# Младен Лесковац
Младен Лесковац (Стари Сивац, 1. јануар 1904 — Нови Сад, 25. децембар 1990) био је српски историчар књижевности, књижевник и преводилац.

## Биографија
Гимназију је похађао у Сомбору и Новом Саду. Студирао је на Филозофоком факултету у Београду, где је дипломирао јуна 1930. на групи за историју југословенске књижевности.
Као суплент службовао је у гимназијама у Сомбору и Новом Саду (1930-41). 
У сомборској Гимназији је предавао француски, немачки и српски језик, као и филозофију, а имао је и задужење школског библиотекара.
Септембра 1945. постављен је за управника Библиотеке Матице српске. За редовног професора на новосадском новооснованом Филозофском факултету постављен је 1954. године, као и за његовог првог декана. Члан Управног одбора Матице српске постаје 1945, а председник у периоду између 1969. и 1979. године. За редовног члана САНУ примљен је 1970. године.
Лесковац је у Драмском студију Војводине, који је почео да ради 1947, предавао теорију и историју књижевности.
Младен Лесковац учествовао је и у раду других институција попут Стеријиног позорја, Српске књижевне задруге, Друштва књижевника Војводине итд. Стеријино поѕорје га је 1982. одликовало златном значком, повељом и плакетом. Године 1953. покренуо је Зборник Матице српске за књижевност и језик, који је уређивао готово четврт века.
Поезију је објављивао двадесетих и тридесетих година у Летопису, листу Мисао, Рашка, СКГ и др. Своје песме и препеве сабрао је у књизи Песме и препеви, МС, 1991. године. Од његових значајних дела издвајају се: „Чланци и есеји”, „Антологија старије српске поезије”, „Из српске књижевности”, „Јован Јовановић Змај”, „О Лази Костићу” и друга.
Познати су и његови преводи Стендала („Опатица из Кастра”), Молијера („Дон Жуан”) и Жида („Пасторална симфонија”).
Лесковац је умро 1990. године у Новом Саду.
Младен Лесковац преминуо је у 25. децембра 1990. године у Новом Саду, неколико дана пред свој 87. рођендан.

## Награда „Младен Лесковац”
Постоји и Награда „Младен Лесковац”, која се додељује за целокупно дело из области историје књижевности. Награда се додељује сваке три године, од стране Матице српске. Награда је установљена 1992. године.

## Награде и признања
- Награда владе НР Србије (1949) [3]
- Награда Савеза књижевника Југославије (1954)[3]
- Октобарска награда Новог Сада (1961)[2]
- Седмојулска награда Србије (1976)[3]
- Награда Вукове задужбине (1990)[3]
- Ордена рада са црвеном заставом (1965)[1]